# Plumoi
Plumoi(プルモア)は千趣会が運営する占いウェブサイト。ここでは、Plumoiの前身となるサイトを運営していたフューチャーコンパスについても記述する。

## 特徴

### ココル
生年月日から、12のココルに分類される。これは十二運に基づくもので、動物占い等と同様である。このココルを元に、下記の今日の運勢や嵐の日予報が決められる。

### 主な占い
- 今日の運勢
- 相性診断
- 嵐の日予報
- 運命の星診断
- 活動領域診断
- ピカピカルテ
- 人間関係MAP

### MoonStyle
- MoonStyle ダイエット
- MoonStyle ヨガ

### MoonMail
配信を希望すれば、登録メールアドレスに届く。配信時刻の設定も可能で、前夜に配信することも可能。PCのみだが、HTML版も配信出来る。

### コミュニケーション
- ポスト : メンバー同士でメッセージのやり取りができる。
- コミュニティ : いわゆるBBSで、現在ベータ版。

## フューチャーコンパス
フューチャーコンパスは、Plumoiの前身(後述)となるサイトを運営していたが、利便性をかねて1つに統合された。そのため運営しているサイトは1つのみとなってしまったためか、経営効率化のため親会社である千趣会のコンテンツ事業と統合し、フューチャーコンパスは解散された。

### Plumoiの前身
- Pika Pika Garden : 現在、Plumoiの主体となっている部分。
- うらないの森 : Pika Pika Garden、うらないの泉を包容する形で運営していた。
- うらないの泉 : 有料コンテンツ。